# Bollebygds landskommun
Bollebygds landskommun var en tidigare kommun i dåvarande Älvsborgs län.

## Administrativ historik
I samband med att 1862 års kommunalförordningar trädde i kraft inrättades denna landskommun i Bollebygds socken i Bollebygds härad i Västergötland.
När 1952 års kommunreform genomfördes bildades en storkommun genom sammanläggning med kommunen Töllsjö landskommun.
1971 ombildades landskommunen till Bollebygds kommun, som 1974 uppgick i Borås kommun. Området utbröts därur 1995 och återbildade Bollebygds kommun.
Kommunkoden 1952-1970 var 1535.

### Kyrklig tillhörighet
I kyrkligt hänseende tillhörde kommunen Bollebygds församling. Den 1 januari 1952 tillkom Töllsjö församling.

## Kommunvapnet
Blasonering: I svart fält en med grepe försedd kanna av guld.
Vapnet fastställdes ursprungligen av Kungl Maj:t 1955. Det utgår från det äldsta kända sigillet för Bollebygds härad från 1568. Färgerna är samma som färgerna i Västergötlands vapen. 

## Geografi
Bollebygds landskommun omfattade den 1 januari 1952 en areal av 285,09 km², varav 265,43 km² land.

### Tätorter i kommunen 1960
| Tätort    | Folkmängd |
| --------- | --------- |
| Bollebygd | 708       |
| Olsfors   | 354       |
| Hultafors | 305       |

Tätortsgraden i kommunen var den 1 november 1960 28,6 procent.

## Politik

### Mandatfördelning i Bollebygds landskommun, valen 1938-1966
| 1 | 11 | 1 | 3 | 3 | 4 |

| 23 |

| 12 | 1 | 1 | 9 |

| 22 |

| 11 | 2 | 3 | 7 |

| 22 |

| 14 | 6 | 6 | 9 |

| 33 |

| 14 | 5 | 6 | 10 |

| 33 |

| 12 | 2 | 6 | 4 | 11 |

| 32 |

| 13 | 2 | 7 | 4 | 9 |

| 32 |

| 14 | 8 | 4 | 9 |

| 32 |